# سارة دونلاب
سارة دونلاب (بالإنجليزية: Sarah Dunlap)‏ هي لاعبة كمال أجسام أمريكية، ولدت في 26 يونيو 1980 في شيكاغو في الولايات المتحدة.